# Claudio Arbiza
Jorge Claudio Arbiza (Montevideo, 3 maart 1967) is een voormalig  profvoetballer uit Uruguay. Hij speelde als doelman en was actief in Uruguay, Paraguay en Chili. Arbiza beëindigde zijn actieve carrière in 2003 bij CA Fénix.

## Interlandcarrière
Onder leiding van bondscoach Héctor Núñez maakte Arbiza zijn debuut voor de nationale ploeg op 19 oktober 1994 in de vriendschappelijke uitwedstrijd in Lima tegen Peru (0-1). Darío Silva maakte in dat duel in de achtste minuut het enige doelpunt van de wedstrijd. Andere debutanten in die wedstrijd waren Marcelo Otero (River Plate Montevideo), Raúl Otero (CA River Plate Montevideo), Luis Diego López (CA River Plate Montevideo), Darío Silva (CA Peñarol), Tabaré Silva (Defensor Sporting Club), Diego Tito (CA Bella Vista Montevideo), Nelson Abeijón (Club Nacional de Football), Darío Delgado (Montevideo Wanderers FC), Fernando Correa (CA River Plate Montevideo) en Edgardo Adinolfi (CA River Plate Montevideo).
In totaal kwam Arbiza zes keer uit voor zijn vaderland in de periode 1994-1996. Zijn voornaamste concurrenten waren Fernando Álvez, Óscar Ferro en Robert Siboldi. Arbiza won met de nationale selectie de strijd om de Copa América in 1995, hoewel hij in geen enkel duel in actie kwam voor de Celeste bij dat toernooi in eigen land.

## Erelijst
Defensor Sporting Club
- Uruguayaans landskampioen

1987, 1991
 Club Olimpia
- Paraguayaans landskampioen

1995
 Colo-Colo
- Chileens landskampioen

1996, 1997, 1998
 Club Nacional
- Uruguayaans landskampioen

2001, 2002
 Uruguay
- Copa América

1995